# Fluorwavel·lita
La fluorwavel·lita és un mineral de la classe dels fosfats, que pertany al grup de la wavel·lita.

## Característiques
La fluorwavel·lita és un fosfat hidroxilat d'alumini de fórmula química Al₃(PO₄)₂(OH)₂F(H₂O)₅. Va ser aprovada com a espècie vàlida per l'Associació Mineralògica Internacional l'any 2015. Cristal·litza en el sistema ortoròmbic. És l'anàleg de fluor de la wavel·lita. Químicament és un mineral similar a la fluellita, a la kingita i a la mitryaevaïta. Forma part del grup de la wavel·lita juntament amb l'allanpringita i la mateixa wavel·lita.

## Formació i jaciments
Va ser descoberta a la mina Silver Coin, a Valmy, al districte d'Iron Point del Comtat de Humboldt (Nevada, Estats Units). També ha estat descrita a la mina Wood, al districte Del Rio del comtat de Cocke (Tennessee, Estats Units), així com a Líštěnec, a la regió de Bohèmia (República Txeca).